# Tempo of the Damned
Tempo of the Damned – szósty album studyjny amerykańskiego zespołu thrashmetalowego Exodus wydany 2 lutego 2004 roku przez Nuclear Blast Records. Album ten został zadedykowany zmarłemu dwa lata wcześniej Paulowi Baloffowi. Jest to ostatni przed wydaniem płyty Blood In, Blood Out album z udziałem Steve'a Souzy i ostatni do płyty The Atrocity Exhibition... Exhibit A z udziałem Toma Huntinga. Był to też ostatni album, na którym pojawił się Rick Hunolt. Do utworów "War is my Sheperd" i "Throwing down" nakręcono teledyski.

## Lista utworów
1. "Scar Spangled Banner" – 6:41
2. "War is my Sheperd" – 4:27
3. "Blacklist" – 6:17
4. "Shroud of Urine" – 4:52
5. "Forward March" – 7:32
6. "Culling the Herd" – 6:07
7. "Sealed with a Fist" – 3:36
8. "Throwing down" – 5:01
9. "Impaler" – 5:25
10. "Tempo of the Damned" – 4:22

## Twórcy
- Steve Souza – wokal
- Gary Holt – gitary
- Rick Hunolt – gitary
- Jack Gibson – gitara basowa
- Tom Hunting – perkusja